# Gato cimarrón

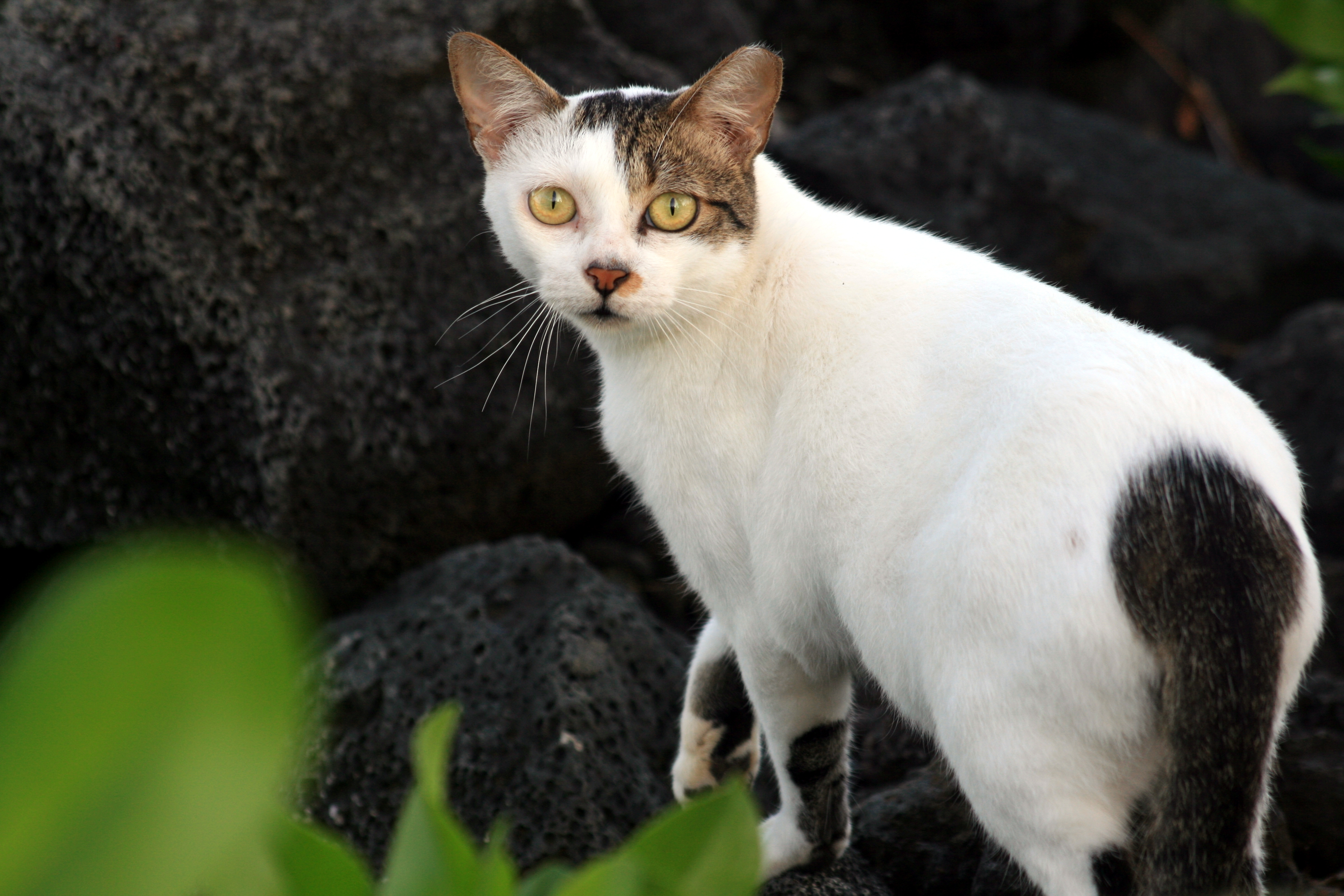
Gato cimarrón con una oreja inclinada que indica que fue castrado en un programa de trampa-neutro-retorno

Un gato cimarrón, callejero o feral es un gato doméstico —Felis silvestris catus— asilvestrado, ya sea porque nació como tal o por abandono. Rehúye la presencia humana, y puede reproducirse libremente y convertirse en un depredador dañino para la fauna silvestre en los entornos naturales.  
Los biólogos conservacionistas los consideran una de las peores especies invasoras en la Tierra. Los intentos de controlar las poblaciones de gatos cimarrones están muy extendidos, pero son insuficientes para moderar su gran impacto. 
Algunos grupos de defensa de los derechos de los animales abogan por programas de captura-esterilización-suelta —CES— para evitar que los gatos continúen reproduciéndose. Sin embargo, la evidencia científica ha demostrado que CES no es eficaz para impedir el crecimiento de la población.
Los gatos cimarrones pueden vivir al aire libre en colonias: los defensores de los derechos de los animales los consideran colonias administradas cuando los humanos les proporcionan alimentos y cuidados regulares. 
Los activistas que buscan normalizar a los gatos asilvestrados tratan de cambiar el nombre al de «gatos comunitarios». Los biólogos responden que este nuevo término es eufemístico y distrae del hecho de que los gatos asilvestrados son un problema ambiental; además tiene connotaciones que implican, falsamente, que estos gatos existen con el consentimiento de las comunidades donde viven, y que el público tiene la obligación moral de apoyarlos. Los estudios han demostrado que el público no apoya que haya un gran número de gatos en libertad al aire libre, pero el uso del lenguaje en las encuestas parece influir en los niveles de apoyo a las diferentes opciones de manejo.

## Definición

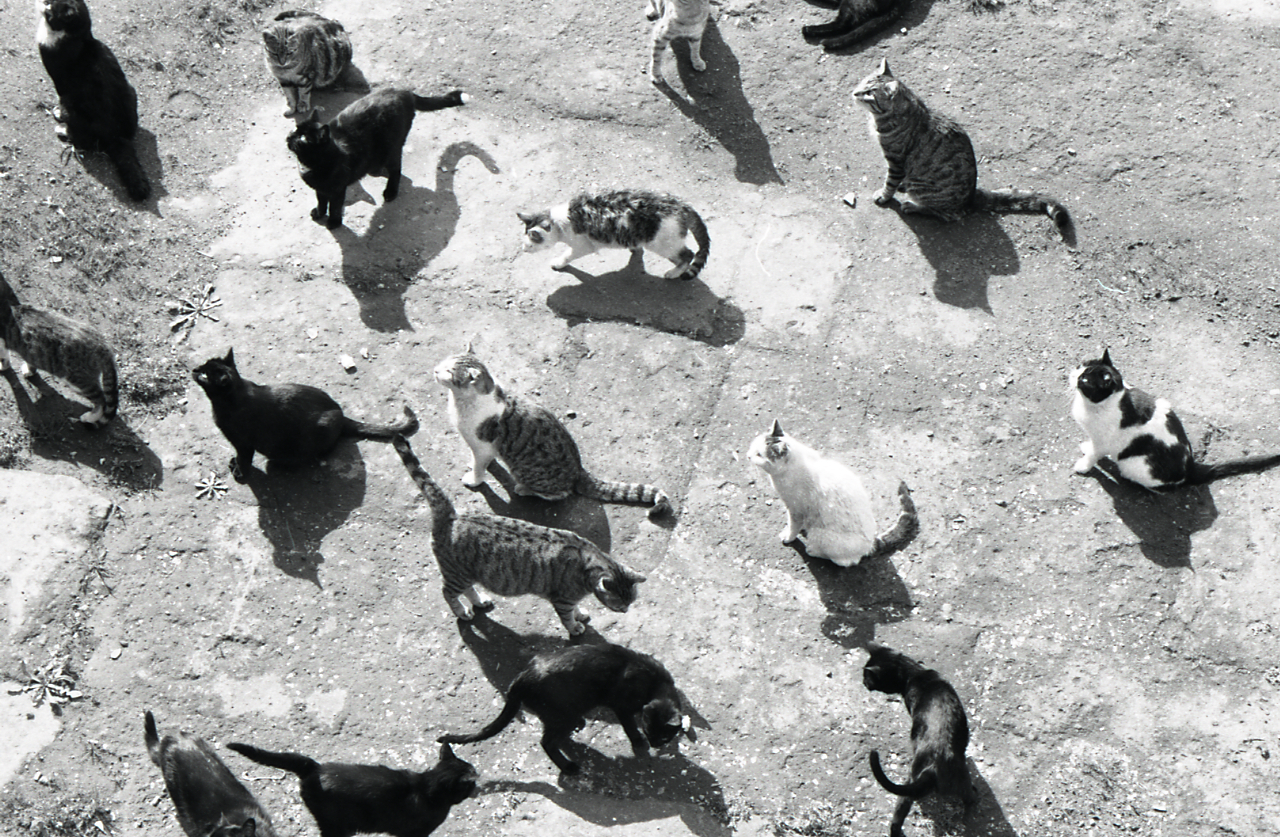
Gatos callejeros en Largo di Torre Argentina, Roma. Foto de Paolo Monti, 1969.

El significado del término gato cimarrón varía entre países, y a veces se usa como sinónimo de gato callejero.  Los gatos que se alejan de sus hogares pueden convertirse en gatos callejeros, y los gatos callejeros que han vivido en la naturaleza durante algún tiempo pueden volverse asilvestrados.

## Por países

### Reino Unido
En el Reino Unido, un gato cimarrón se define como un gato que no interactúa con los humanos y sobrevive con o sin ayuda humana. Los rescatistas de animales y los veterinarios consideran que los gatos son callejeros cuando no habían tenido mucho contacto humano, especialmente antes de las ocho semanas de edad, evitan a los humanos y prefieren escapar en lugar de atacar a un humano. Los gatos cimarrones se distinguen de los gatos domesticados en función de sus niveles de socialización, propiedad y confinamiento, y en la cantidad de miedo, interacción y dependencia de los humanos. Sin embargo, los veterinarios y los rescatistas no estaban de acuerdo sobre si un gato cimarrón tendería a silbar y escupir o atacar a un humano durante un encuentro, y no estaban de acuerdo sobre si los gatos cimarrones adultos podrían ser domesticados.

### Italia
En Italia, los gatos cimarrones están protegidos desde 1991, y es ilegal matarlos. En Roma, son esterilizados quirúrgicamente por veterinarios de los Servicios Públicos Veterinarios. También se implementan programas para la esterilización de gatos cimarrones en las provincias de Padua y Venecia.

### Estados Unidos
Una encuesta de las instalaciones de rescate y veterinarias en los Estados Unidos reveló que no existe una definición ampliamente aceptada de un gato cimarrón. Muchas instalaciones utilizaron períodos de espera para evaluar si un gato era callejero observando si el gato se volvió menos asustado y evasivo con el tiempo. Otros indicadores incluyeron la respuesta del gato al tocar con un objeto inanimado y la observación del comportamiento social de los gatos en diversos entornos, como la respuesta al contacto humano, con un humano cercano o cuando se lo trasladó a un entorno más tranquilo. La Sociedad estadounidense para la prevención de la crueldad hacia los animales define a los gatos comunitarios como gatos que nacieron y se criaron en la naturaleza, o gatos domésticos que fueron abandonados o perdidos y se volvieron asilvestrados para sobrevivir.

### Australia y Nueva Zelanda
El gobierno australiano clasifica a los gatos que no tienen interacción o asistencia de humanos como asilvestrados, y los gatos sin dueño que confían en humanos como semi-salvajes o callejeros. Sin embargo, tienen un impacto devastador en la vida silvestre, como se demostró en la aniquilación de mamíferos nativos en reservas adyacentes, como numbats y woylies en Australia Occidental.
Por estos motivos, en Australia se llevan a cabo campañas de erradicación con diversos métodos; el más extendido, mediante el uso de un cebo especialmente diseñado para no afectar a los carnívoros autóctonos, llamado Curiosity, que contiene el veneno llamado compuesto 1080 —fluoroacetato de sodio— con un encapsulado especial que sólo se rompe con los dientes de los gatos.
Más recientemente, se ha desarrollado un aparato llamado Felixer, que usa el mismo tóxico, diferencia entre los gatos y el resto de fauna, y aprovecha la conducta de acicalamiento del gato para disparar sobre su pelaje una dosis medida de un gel con veneno.  

## Historia
Los gatos en el antiguo Egipto fueron venerados por matar roedores y serpientes venenosas. La necesidad de evitar que los roedores consuman o contaminen los cultivos de granos almacenados para el consumo humano posterior puede ser la razón original por la que los gatos fueron domesticados. Se cree que la propagación de los gatos en gran parte del mundo se originó en Egipto. Los científicos no están de acuerdo sobre si los gatos fueron domesticados en el antiguo Egipto o si fueron introducidos allí después de la domesticación. Los comerciantes fenicios los llevaron a Europa para el control de las poblaciones de ratas, y los monjes los llevaron a Asia. Los ejércitos romanos también contribuyeron a difundir gatos y finalmente los llevaron a Gran Bretaña. Desde entonces, los gatos continuaron siendo introducidos en nuevos países, a menudo por marineros o colonos. Se cree que los gatos fueron introducidos en Australia en el siglo XVII por holandeses o a fines del siglo XVIII por colonos ingleses. Estos gatos domesticados comenzaron a formar poblaciones cimarronas después de que sus crías comenzaron a vivir lejos del contacto humano. 
En los siglos XIX y XX, varios especímenes de gatos fueron descritos como subespecies de gatos monteses que hoy se consideran poblaciones de gatos cimarrones:
- Felis lybica var sarda propuesta por Fernand Lataste en 1885, era una piel y un cráneo de un gato macho de Sarrabus en Cerdeña que parecía un gato montés africano (Felis lybica), pero era más rojizo, gris y marrón y tenía el pelo más largo en la espalda.[18] En la década de 1980, Colin Groves evaluó los valores del índice de Schauenberg de cráneos de gatos de especímenes zoológicos que se originaron en las islas del Mediterráneo. Sobre la base de estos valores, concluyó que los gatos monteses sardos son descendientes de gatos monteses africanos que se introdujeron desde la región del Magreb en el norte de África.[16] Los resultados de la investigación zooarqueológica indican que los gatos cimarrones de Cerdeña descendieron de gatos domésticos que se introdujeron a principios del primer milenio durante el Imperio romano, probablemente del Cercano Oriente.[19][20]
- Felis reyi propuesto por Louis Lavauden en 1929, era una piel y un cráneo de un espécimen de Biguglia en Córcega que era más pequeño y más oscuro que el gato montés europeo (Felis silvestris), tenía una cola mucho más corta que el gato montés africano y difería en color de piel y marcas de ambos.[21] Cuando Reginald Innes Pocock revisó las pieles de Felis en la colección del Museo de Historia Natural de Londres, consideró a Felis reyi un sinónimo de Felis lybica sarda, el gato montés de Cerdeña.[22] Se considera que el gato montés corso se introdujo a principios del primer milenio. Los primeros registros fósiles conocidos de gatos datan de principios del siglo XIV, pero las capas cronoestratigráficas más antiguas revelaron fósiles de ganado introducido desde la Edad del Hierro.
- Felis lybica jordansi propuesta por Ernst Schwarz en 1930, era un cráneo y piel de un espécimen masculino de Santa Margarita en Mallorca que tenía rayas más pronunciadas que el gato montés africano.[23] También se considera que descendió de gatos domésticos introducidos en la isla.[17]
- Felis silvestris cretensis propuesto por Theodor Haltenorth en 1953 era una piel de gato comprada en un bazar en Chania que se parecía a un gato montés africano, pero tenía una cola espesa como un gato montés europeo.[24] Groves consideraba al gato montés de Creta como un gato salvaje introducido.

## Distribución y hábitat
El gato cimarrón es el carnívoro terrestre más ampliamente distribuido. Se encuentra entre las latitudes 55° norte y 54.3° sur en una amplia gama de zonas climáticas e islas en los océanos Atlántico, Índico y Pacífico y el mar Mediterráneo, incluidas las islas Canarias, Port-Cros, la isla Dassen, la isla Marion, Juan de Isla Nova, Reunión, Hahajima, Isla Okinawa, Isla Raoul, Isla Herekopare, Isla Stewart, Isla Macquarie, Islas Galápagos, Isla San Clemente, Isla Natividad, Isla San José e Isla Nueva. Las colonias de gatos cimarrones también se hallan en las islas japonesas de Ainoshima, Hahajima y Aoshima, Ehime. La población de gatos cimarrones en las islas hawaianas es principalmente de origen europeo y probablemente llegó en el siglo XIX en barcos.
Las colonias de gatos cimarrones en Roma han sido monitoreadas desde 1991. Se estudiaron gatos cimarrones urbanos en Madrid, Jerusalén y Ottawa.

## Comportamiento y ecología
Se observan comúnmente algunos comportamientos de los gatos cimarrones, aunque existe un desacuerdo entre veterinarios, rescatistas e investigadores sobre la prevalencia de algunos. En un entorno libre, los gatos cimarrones evitan a los humanos, no se dejan manipular ni tocar por los humanos, y retroceden o corren cuando pueden hacerlo. Si están atrapados, silban, gruñen, muestran sus dientes o se golpean. Permanecen bastante ocultos de los humanos y no se acercarán, aunque algunos gatos cimarrones gradualmente se sienten más cómodos con los humanos que los alimentan regularmente.
La mayoría de los gatos cimarrones tienen pequeños territorios, aunque algunos son nómadas y recorren largas distancias. Los territorios de los gatos cimarrones machos, que generalmente son dos o tres veces más grandes que los de las gatas, son en promedio menores de 10 hectáreas, pero puede variar de casi 300 hectáreas a menos de 1 hectárea. Esta variación a menudo se debe a la temporada de reproducción, el acceso a las hembras, si el gato está castrado, la edad, la hora del día y la disponibilidad de presas.

### Colonias

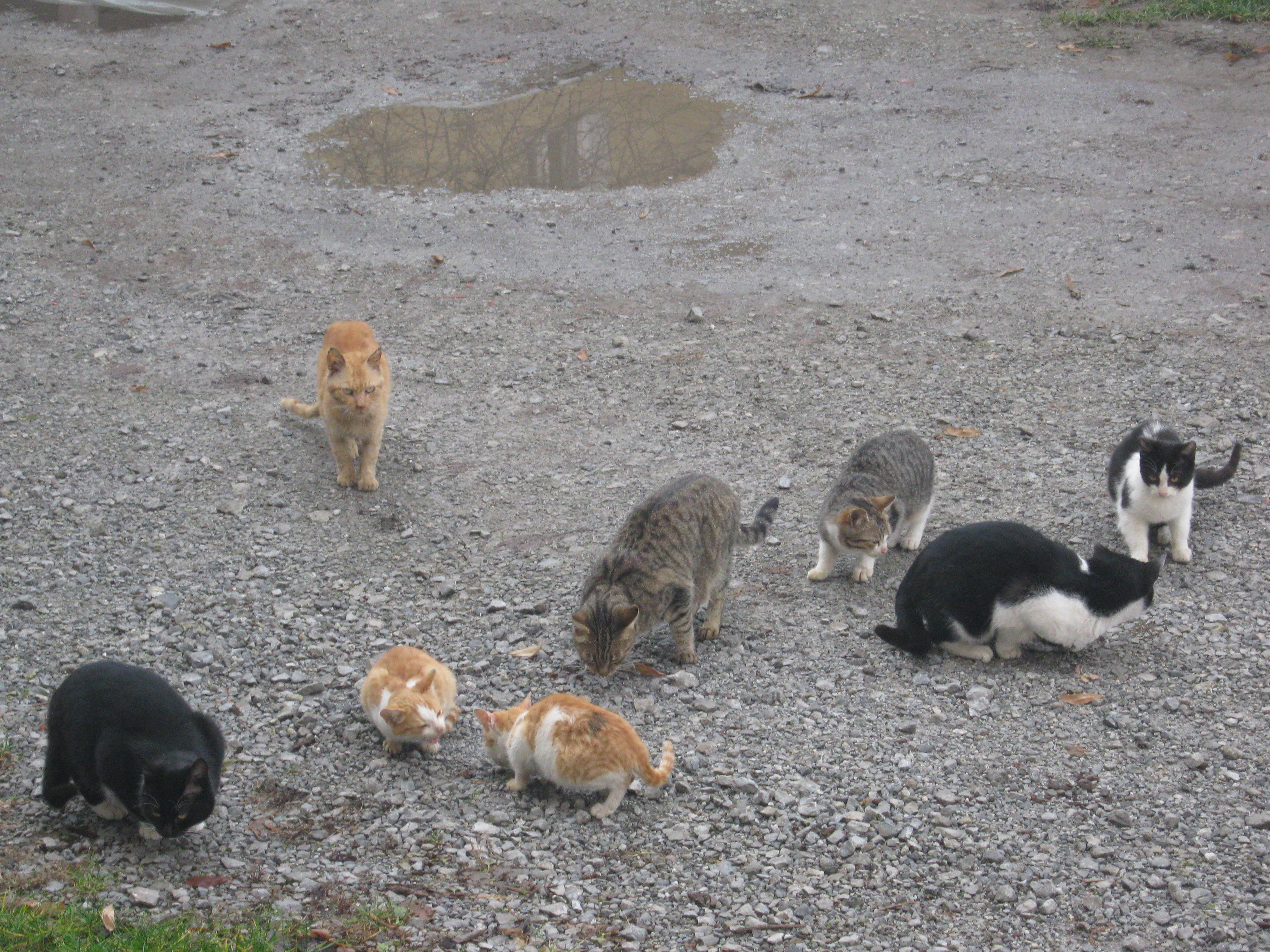
Una colonia de gatos callejeros

Los gatos cimarrones a menudo viven en grupos llamados colonias, que se encuentran cerca de las fuentes de alimentos y el refugio. Los investigadores no están de acuerdo sobre la existencia, el alcance y la estructura de las jerarquías de dominación entre los gatos cimarrones en las colonias. Se han observado diferentes tipos de jerarquías en las colonias, incluidas las jerarquías despóticas y lineales. Algunas colonias se organizan en estructuras más complejas, como jerarquías relativas, donde el estado social de los gatos individuales varía, dependiendo de la ubicación, la hora del día o la actividad en la que se dedican los gatos, en particular la alimentación y el apareamiento.
Una "colonia gestionada" es atendida por humanos que suministran comida y agua a los gatos, brindan refugio y atención veterinaria, implementan programas de retorno de trampas, encuentran hogares de acogida para gatos que pueden socializarse para su eventual adopción y educan a las personas en el vecindario.

### Socialización
Los gatitos cimarrones pueden ser atrapados y socializados, y luego adoptados en un hogar. No se acuerda la edad a la que un gatito se vuelve difícil de socializar, pero las sugerencias generalmente varían de siete semanas a cuatro meses de edad. Aunque los gatos mayores a veces se pueden socializar, es un proceso muy largo y difícil, y el gato rara vez se vuelve amigable y puede seguir teniendo miedo.
En un estudio de 2013 con participantes británicos, los rescatistas tendieron a estar más dispuestos que los veterinarios a intentar domesticar gatos cimarrones adultos. Los veterinarios tendieron a oponerse más a esta práctica, y algunos expresaron su preocupación por el bienestar de dicho gato en un entorno hogareño. En una encuesta realizada en 2010 con veterinarios y rescatistas en los Estados Unidos, el 66% de los encuestados tenía programas de socialización para gatitos y el 8% para gatos adultos.

### Dieta

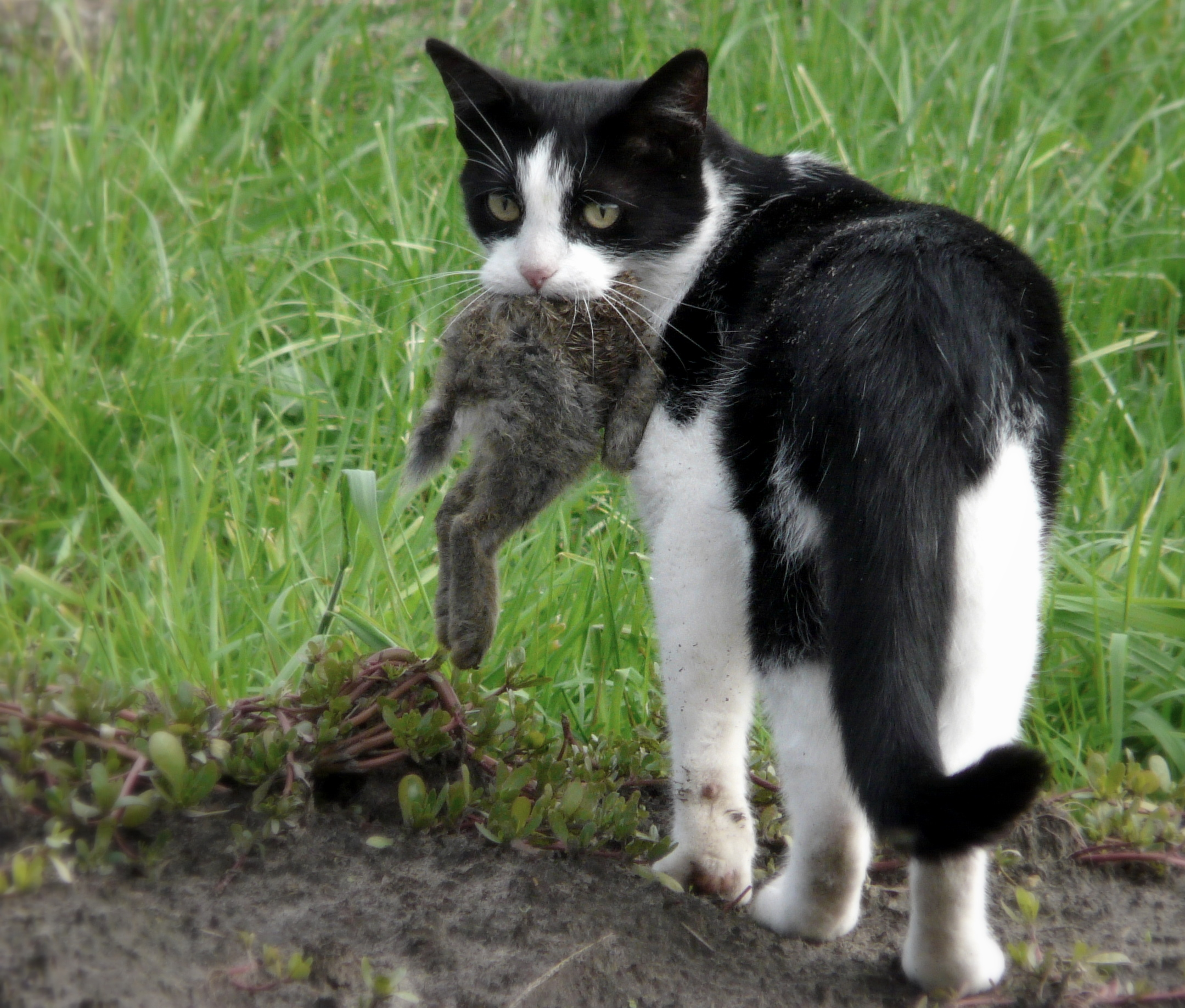
Los gatos cimarrones pueden ser cazadores de animales pequeños muy eficaces

Los gatos cimarrones son mesopredadores (depredadores de rango medio) o depredadores del ápice (depredadores superiores) en los ecosistemas locales. Se aprovechan de una amplia variedad de vertebrados e invertebrados, y generalmente prefieren animales más pequeños con pesos corporales inferiores a 100 gramos, particularmente mamíferos, pájaros y lagartos. Su espectro global de presas abarca más de 1,000 especies; los más comúnmente observados fueron el ratón doméstico, el conejo europeo, la rata negra, el gorrión común y el mirlo común. En Australia, se aprovechan de especies introducidas como el conejo europeo y el ratón doméstico, y en roedores y marsupiales nativos, en particular la zarigüeya común de cola anillada. 
Aunque algunas personas abogan por los gatos cimarrones como un medio para controlar las palomas y los roedores invasores como el ratón doméstico y la rata noruega, estas especies cosmopolitas evolucionaron conjuntamente con los gatos en entornos perturbados por los humanos y, por lo tanto, tienen una ventaja sobre los roedores nativos para evadir la depredación de los gatos. Los estudios en California mostraron que el 67% de los ratones asesinados por gatos eran especies nativas, y que las áreas cercanas a las colonias de gatos cimarrones en realidad tienen poblaciones de ratones domésticos más grandes, pero menos aves y roedores nativos. : 2 
Aunque los gatos generalmente se aprovechan de animales de menos de la mitad de su tamaño, se fotografió a un gato cimarrón en Australia matando un pademelón adulto de un peso similar al del gato, de unos 4 kg.
Los gatos cimarrones son presas de los perros salvajes, dingos, coyotes, caracales y aves rapaces. 

## Salud

### Vida útil y supervivencia

#### Sin asistencia humana
Sin asistencia humana, se espera que los gatitos cimarrones tengan una alta tasa de mortalidad, con aproximadamente un 50% de muerte en el primer año. : 45 De los gatos que sobreviven, el promedio de vida de un gato cimarrón sin cuidado humano es inferior a dos años.
Sin embargo, los gatos cimarrones adultos sin asistencia humana se han encontrado en condiciones sorprendentemente buenas. En Florida, un estudio de gatos cimarrones admitidos en un programa de trampa-neutro-retorno (TNR) concluyó que "la eutanasia para gatos debilitados por razones humanas rara vez es necesaria". Un estudio adicional de más de 100,000 gatos comunitarios (cimarrones y callejeros) admitidos en programas TNR en diversos lugares de los EE. UU. Dio como resultado la misma tasa de eutanasia de 0.4% para condiciones debilitantes. La condición corporal de los gatos cimarrones que ingresan a un programa TNR en Florida se describió como "generalmente delgada pero no demacrada". Sin embargo, muchos gatos comunitarios habían sufrido parásitos como pulgas y ácaros del oído antes de ingresar a los programas TNR.

#### Con asistencia humana
Los gatos ferales en colonias manejadas pueden vivir largas vidas. Varios gatos en colonias administradas en el Reino Unido murieron de vejez. : 522 
Un estudio a largo plazo de un programa de trampa-neutro-retorno (TNR) en un campus universitario en Florida Central encontró que, a pesar de la preocupación generalizada sobre el bienestar de los gatos que deambulan libremente, el 83% de los gatos estudiados habían estado presentes durante más de seis años, con casi la mitad observados por primera vez como adultos de edad desconocida. Los autores comparan este resultado con un estudio de 1984 que encontró que la vida media de los gatos domesticados fue de 7,1 años.

### Enfermedades

#### Tipos
Los gatos cimarrones, como todos los gatos, son susceptibles a enfermedades e infecciones que incluyen rabia, bartonelosis, toxoplasmosis, virus de la panleucopenia felina, parásitos externos e internos, virus de la inmunodeficiencia felina (FIV), virus de la leucemia felina (FeLV), enfermedades de rickettsias, tiña y complejo de enfermedades respiratorias felinas (un grupo de enfermedades respiratorias que incluyen herpesvirus felino tipo 1, calicivirus felino, Chlamydophila felis y Mycoplasma haemofelis).
El virus de la leucemia felina y el virus de inmunodeficiencia felina pertenecen a la familia Retroviridae, y ambos causan inmunosupresión en gatos, lo que puede aumentar su susceptibilidad a otras infecciones. La investigación ha demostrado que la prevalencia de estos virus entre las poblaciones de gatos cimarrones es baja y es similar a las tasas de prevalencia de los gatos en los Estados Unidos.
Los investigadores que estudiaron 553 gatos cimarrones en el norte de Florida en los Estados Unidos los examinaron para detectar una serie de infecciones que podrían ser perjudiciales para la salud humana o felina. El estudio encontró que la infección más prevalente es Bartonella henselae, la causa de la enfermedad por arañazo de gato en humanos, con un 33,6% de los gatos que dieron positivo. El coronavirus felino fue la siguiente infección más común, encontrada en el 18.3% de los gatos, aunque notaron que los niveles de anticuerpos eran bajos en la mayoría de los gatos que dieron positivo, y concluyeron que los gatos que probaron no parecían tener un mayor riesgo. para eliminar el virus que los gatos domésticos. Los investigadores que estudiaron 96 gatos cimarrones en la Isla del Príncipe Eduardo en Canadá descubrieron que la lombriz felina era la infección más común en los gatos de esa colonia, y afectaba al 34% de los gatos. Esto fue seguido por Toxoplasma gondii, que se detectó en el 29.8% de los gatos, aunque solo un gato de los 78 para los que había muestras fecales disponibles arrojaba oocistos de T. gondii. Señalaron que la mayoría de las muestras fecales recolectadas indicaban la presencia de un parásito intestinal, y algunas muestras indicaban la presencia de múltiples parásitos.

#### Transmisión a los humanos
El Centro para el Control y la Prevención de Enfermedades ha advertido sobre el riesgo de rabia asociado con los gatos callejeros. Con el 16% de las personas infectadas con rabia por exposición a gatos rabiosos, los gatos han sido los principales animales responsables de la transmisión del virus a los humanos en los Estados Unidos desde los esfuerzos por controlar la rabia en perros en la década de 1970. En 2010, se reportaron 303 gatos rabiosos dentro de los Estados Unidos. Aunque algunos programas de manejo de colonias implican la administración de vacunas contra la rabia, la necesidad de revacunar cada pocos años hace que sea difícil de mantener.  Además, la falta de documentación puede significar que el contacto con gatos cimarrones vacunados aún puede requerir un tratamiento posterior a la exposición. 
El estudio de gatos cimarrones en la Isla del Príncipe Eduardo advirtió sobre el "riesgo zoonótico considerable" de transmisión de parásitos intestinales. Aunque los autores señalaron que su estudio no proporcionó evidencia de un gran riesgo asociado con T. gondii en gatos, aconsejaron que el riesgo aún se debe considerar, ya que la infección en humanos puede causar problemas de salud significativos, y los gatos que de otro modo no están transmitiendo la infección puede comenzar a eliminar el virus en momentos de estrés.

## Control y gestión
Los gatos cimarrones son controlados o manejados por varias agencias de control de enfermedades, para la protección de la vida silvestre nativa y para proteger su bienestar. El control de los gatos cimarrones se puede llevar  a cabo mediante la captura y la eutanasia u otras formas de control letal, o mediante la trampa-retorno-neutro (TNR). 
Australia prueba erradicar a los gatos ferales sin perjudicar la fauna local, uno de los métodos es llamado Felixer y consiste en un sensor láser que cuando identifica la forma de un gato lanza una dosis de veneno en gel que al lamerse el pelo los envenena.
El retorno del neutro de la trampa implica atrapar gatos cimarrones, vacunarlos, esterilizarlos o castrarlos, y luego devolverlos al lugar donde originalmente estaban atrapados. Además de las vacunas y la esterilización / castración, los gatos pueden recibir otra atención médica, como atención dental y tratamiento de parásitos. Los programas TNR son frecuentes en varios países, incluidos Inglaterra, Italia, Canadá y Estados Unidos, y cuentan con el apoyo de muchos gobiernos locales y estatales . Los defensores de TNR argumentan que es eficaz para detener la reproducción y reducir la población con el tiempo. TNR produce menos quejas, ya que los comportamientos molestos disminuyen después de la esterilización,  : 16  y se mejora la calidad de vida de los gatos. : 1359  Se informa que la práctica ahorra dinero  : 294  y obtiene más apoyo público y una mejor moral que los esfuerzos que implican matar gatos.  : 297  : 49 
La International Companion Animal Management Coalition aboga por TNR como un método humanitario para controlar las poblaciones de gatos cimarrones. En los Estados Unidos, la práctica está respaldada por la Sociedad Protectora de Animales de los Estados Unidos. y la Asociación Nacional de Control Animal. Si bien el Departamento de Defens de los Estados Unidos no aboga formalmente por TNR, proporciona información a las instalaciones militares sobre cómo implementar programas de TNR, con el mensaje principal de que los programas de control de población deben ser humanitarios.
En 2011, un estudio australiano enfatizó la necesidad de monitorear los efectos de los programas de sacrificio después de que las cámaras infrarrojas descubrieran que el sacrificio de gatos cimarrones condujo a un aumento de las poblaciones de estos en las áreas sacrificadas. Se pensaba que solo los gatos dominantes estaban siendo cebados y atrapados durante tales operaciones. Después de la eliminación de los gatos dominantes, hubo una afluencia de animales subordinados al área que, a diferencia de los gatos dominantes, no se aventuraron en las trampas. Dentro de un año, los números de gatos en las áreas sacrificadas se estabilizaron a los números originales.
La efectividad de los programas de trampa-y-eutanasia y TNR depende en gran medida del control de la inmigración de gatos a áreas despejadas o controladas; donde se controla la inmigración de nuevos gatos, ambas técnicas pueden ser efectivas. Sin embargo, donde la inmigración no está controlada, el sacrificio es más efectivo. Las comparaciones de diferentes técnicas también han encontrado que los programas de trampa-y-eutanasia son la mitad del costo de los TNR. Un análisis de ambas técnicas en Hawái sugirió que son menos efectivas cuando se introducen nuevos gatos por el abandono de las mascotas. La utilidad de TNR es discutida por algunos científicos y especialistas en conservación, quienes argumentan que TNR es principalmente un problema de bienestar animal e ignora el daño continuo causado por los gatos castrados en la naturaleza. Algunos científicos conservacionistas cuestionan la efectividad de TNR para controlar el número de gatos cimarrones. Algunos estudios que han respaldado la TNR también han sido criticados por usar datos anecdóticos para evaluar su efectividad.s

## Efectos sobre la vida silvestre
En los Estados Unidos, los gatos cimarrones matan de 1 a 4 mil millones de aves y de 6 a 22 mil millones de mamíferos anualmente. 
En Australia, los gatos domésticos fueron introducidos en el siglo XIX en asentamientos que se habían desarrollado cerca de sitios de minería de oro y granjas como una estrategia de control de plagas para diezmar conejos, ratones y ratas. Los gatos cimarrones matan en promedio un millón de reptiles cada día. Se estima que matan a más de 800 millones de mamíferos anualmente, de los cuales el 56% son especies nativas.

### Impacto en especies de presas
Hasta la fecha, hay pocos datos científicos disponibles para evaluar el impacto de la depredación de gatos en las poblaciones de presas fuera de las situaciones agrícolas. Incluso los gatos domésticos bien alimentados pueden cazar y matar, principalmente atrapando pequeños mamíferos, pero también aves, anfibios, reptiles, peces e invertebrados. La caza por gatos domésticos puede estar contribuyendo a la disminución del número de aves en las zonas urbanas, aunque la importancia de este efecto sigue siendo controvertida. Los gatos cimarrones pueden amenazar a las especies nativas al punto de la extinción. En muchos casos, controlar o eliminar las poblaciones de gatos no nativos puede producir una recuperación rápida en animales nativos. El papel ecológico de los gatos introducidos puede ser más complicado. Controlan la población de ratas, que también se aprovechan de los huevos y las crías de las aves, por lo que una población de gatos puede proteger a las especies de aves en peligro de extinción mediante la supresión de los mesopredadores.
Las especies nativas como el kakapo de Nueva Zelanda y el bettong australiano tienden a ser más ecológicamente vulnerables y conductualmente "ingenuos" cuando se enfrentan a la depredación por parte de los gatos. Los gatos cimarrones han tenido un gran impacto en estas especies nativas y han jugado un papel principal en el peligro y la extinción de muchas especies. En las áreas remotas y montañosas de Hawái, destruyen los nidos de aves marinas, incluida la cizalla de Newell (Puffinus newelli) y el petrel hawaiano (Pterodroma sandwichensis).
En entornos agrícolas, los gatos pueden ser efectivos para mantener bajas las poblaciones de ratones y ratas, pero solo si las ubicaciones de refugio de roedores (como la hierba alta) se mantienen bajo control. Si bien los gatos son efectivos para prevenir explosiones en la población de roedores, no son efectivos para eliminar infestaciones severas preexistentes.

## Hibridación con gatos salvajes

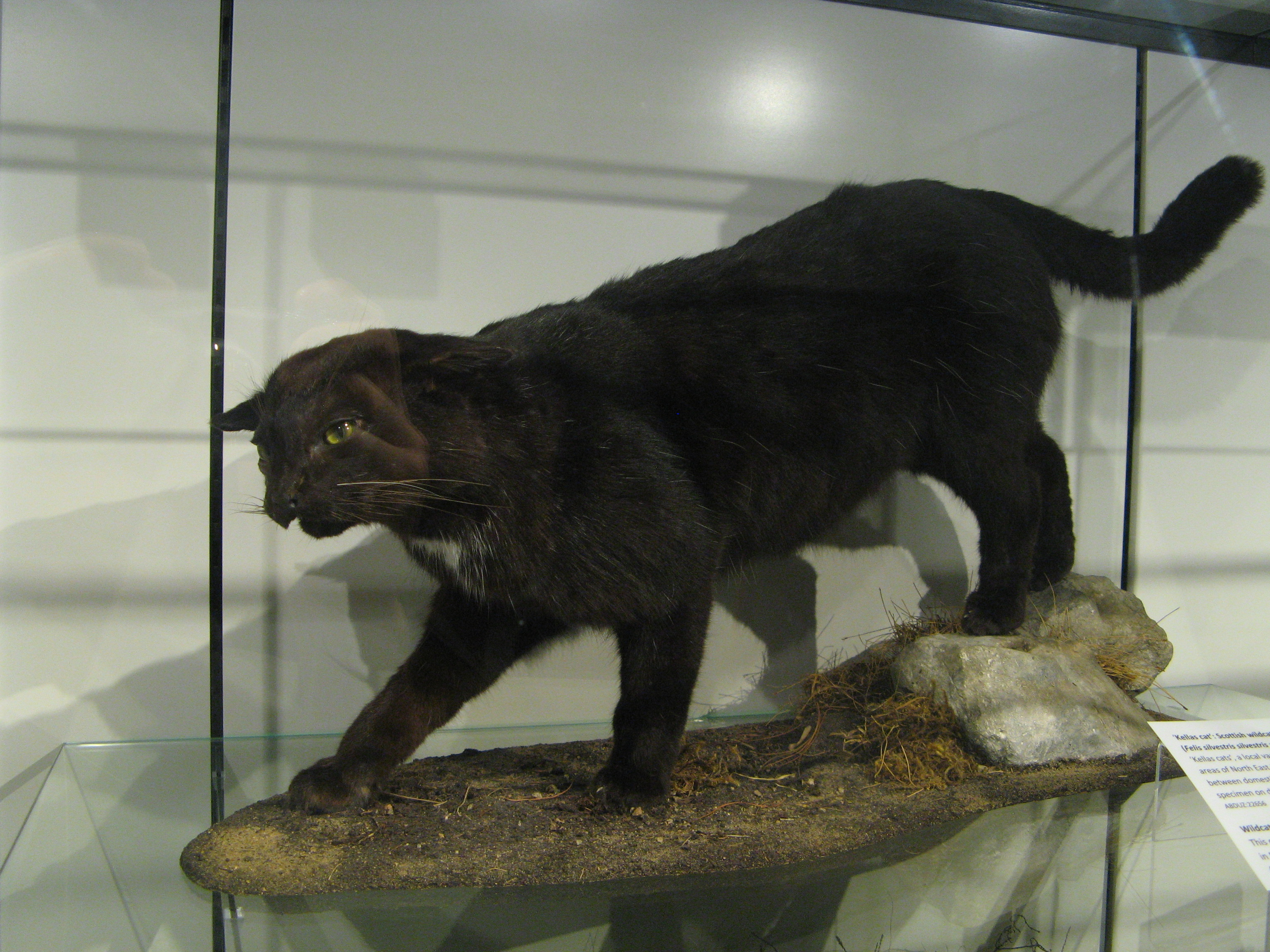
Un gato de Kellas, una raza local resultante del cruce entre un gato doméstico y un gato montés de Escocia

Los gatos cimarrones se han cruzado con los gatos salvajes en diversos grados en todo el mundo, el primer caso reportado ocurrió hace más de 200 años. La importancia de la hibridación está en disputa. El análisis genético moderno reveló que el gato montés africano es el antepasado del gato doméstico.
Es poco probable que existan gatos monteses escoceses puros, pero la población actual de gatos monteses es lo suficientemente distinta de los gatos domésticos como para que valga la pena protegerlos. Los altos niveles de hibridación han provocado dificultades para distinguir los gatos monteses puros de los gatos cimarrones y domésticos, lo que puede complicar los esfuerzos de conservación. Se han establecido programas de retorno de trampa-neutro para evitar la hibridación.
La introgresión genética en las poblaciones de gatos monteses europeos también existe en Italia, Hungría, España y Portugal.

## Lectura adicional
- Marra, P. P.; Santella, C. (2016). Cat Wars: The Devastating Consequences of a Cuddly Killer. Princeton University Press. ISBN 978-0691167411.